# Duane Washington
Duane Eddy Washington Sr. (* 31. August 1964 in Eschwege) ist ein ehemaliger US-amerikanischer Basketballspieler.

## Werdegang
Washington ist der ältere Halbbruder von Derek Fisher und spielte als Schüler an der Parkview High School in Little Rock (US-Bundesstaat Arkansas). Von 1983 bis 1985 war er Spieler und Student am Laredo College in Texas sowie von 1985 bis 1987 an der Middle Tennessee State University. Die Washington Bullets sicherten sich beim Draftverfahren der NBA im Jahr 1987 die Rechte am 1,93 Meter großen Aufbauspieler. Für die Hauptstadtmannschaft spielte er nie, bestritt 1987/88 aber 15 NBA-Spiele für die New Jersey Nets und 1992/93 vier für die Los Angeles Clippers. Ende September 1988 wurde Washington wegen Kokainbesitzes festgenommen, die NBA sperrte ihn für zwei Jahre.
Washington stand bei mehreren Mannschaften der US-Liga CBA unter Vertrag, 1989 gewann er mit den Tulsa Fast Breakers den Meistertitel. Ins Ausland wechselte er erstmals 1994. Zunächst vermeldete ihn der deutsche Bundesligist BG Bramsche/Osnabrück im Vorfeld des Spieljahres 1994/95 als Neuzugang, dann stand er kurzzeitig beim französischen Erstligisten Le Mans unter Vertrag, im Oktober 1994 kam es wieder zur Trennung. Folgende Auslandsstationen waren die Trotamundos Carabobo in Venezuela und die Sabios Manizales in Kolumbien. In der ersten spanischen Spielklasse Liga ACB stand er ab Dezember 1995 bis Saisonende 1996/97 bei CB Murcia unter Vertrag. Er wechselte dann innerhalb der Liga zu Covirán Sierra Nevada, im November 1997 kam es zur Trennung.
Zu Beginn des Spieljahres 1998/99 spielte Washington für Maccabi Rishon in Israel, im Dezember 1998 wechselte er zu TV Tatami Rhöndorf in die deutsche Bundesliga. Dort erzielte er in 20 Spielen im Schnitt 16,4 Punkte und erreichte mit der Mannschaft das Bundesliga-Halbfinale. Nach der Übernahme der Rhöndorfer Lizenz durch die neugegründeten Skyliners Frankfurt im Jahr 1999 gehörte er weiterhin zur Rhöndorfer Mannschaft, die fortan in der zweiten Liga antrat. Es bestand die Vereinbarung, dass Washington im Bedarfsfall von Rhöndorf nach Frankfurt wechseln könnte, die beiden Mannschaften verband damals eine Zusammenarbeit. In der Bundesliga wurde er von den Frankfurtern nicht eingesetzt, spielte für sie aber in der länderübergreifenden Liga NEBL. Er spielte bis 2002 in Rhöndorf.
Washington wurde im Juli 2013 wegen eines Unfalls mit Personenschaden und anschließender Fahrerflucht zu 60 Tagen Haft, einer 18-monatigen Bewährung und zum Ableisten von 100 Sozialstunden verurteilt. Sein ebenfalls Duane Washington genannter Sohn wurde ebenfalls Profibasketballspieler.